# Exechia pseudofestiva
Exechia pseudofestiva är en tvåvingeart som beskrevs av Paul Lackschewitz 1937. Exechia pseudofestiva ingår i släktet Exechia och familjen svampmyggor. Arten är reproducerande i Sverige. Inga underarter finns listade i Catalogue of Life.